# Gudmund Jöran Adlerbeth
Gudmund Jöran Adlerbeth (Jönköping, 21 maggio 1751 – Jönköping, 7 ottobre 1818) è stato un politico, storico e antiquario svedese, padre di Jacob Adlerbeth.
Nel 1783 accompagnò il re Gustavo III di Svezia in Italia e fu tra i primi membri dell'Accademia svedese.
Fu autore di traduzioni metriche di Virgilio, Orazio e Ovidio.

### Opere
- 1791 – Hákonarmál
- 1856-57 – Historiska anteckningar («Note storiche», pubblicate postume)
- 1902 – Gustaf III: s resa i Italien («Viaggio di Gustavo III in Italia»)